# ورنویل، نیور
ورنویل، نیور (به فرانسوی: Verneuil, Nièvre) یک کمون در فرانسه است که در Canton of Decize واقع شده‌است.

## خصوصیات
ورنویل ۲۶٫۸۶ کیلومترمربع مساحت و ۳۲۹ نفر جمعیت دارد.